# Andrea Marzani
Andrea Marzani (Lodi, 21 agosto 1923 – ...) è stato un calciatore italiano.

## Carriera
Cresciuto calcisticamente nel Legnano, dopo aver segnato 13 reti in 28 presenze in Serie C nella stagione 1942-1943con la Redaelli Rogoredo, passa nell'immediato dopoguerra nel Novara per poi approdare ad Empoli dove gioca due campionati Serie B.
Nel 1948 esordisce in Serie A con il Palermo dove resta due anni prima di passare al Fanfulla dove gioca un campionato di Serie B. Lì segna 18 reti, venendo inserito titolare nel 1951 da Paolo Mazza nella sua neopromossa SPAL.
Dopo aver segnato 7 reti nella massima divisione con i ferraresi, passa al Torino dove con 9 reti è capocannoniere dei granata. torna a Novara dove gioca tre campionati di Serie A ed uno di Serie B prima di chiudere nel 1958 con un'altra stagione al Fanfulla.
Ha segnato 51 gol in Serie A in 152 partite e 37 gol in Serie B in 95 partite.